# Hernane
Hernane Vidal de Souza, meglio noto semplicemente come Hernane (Bom Jesus da Lapa, 4 agosto 1986), è un calciatore brasiliano, attaccante del Nacional-AM.

## Carriera

### Club
Cresciuto nel San Paolo, è più volte ceduto in prestito in diverse squadre pauliste. Nel 2012, ormai non più tesserato dal San Paolo, si accorda col Mogi Mirim: segna 16 gol in 22 giornate di campionato Paulista, andando a segno anche con una doppietta in 2' nella semifinale contro l'Oeste, ribaltando il risultato da 1-2 a 3-2 e segnando nella finale per il quinto posto contro il Bragantino, sfida vinta 4-2. A fine stagione si piazza secondo nella classifica dei capocannonieri, alle spalle del solo Neymar. Passa quindi al Flamengo nell'annata seguente. In carriera ha messo a segno due triplette con la maglia dei Rubro-Negro in Coppa del Brasile, una il 18 aprile 2013 contro il Remo (3-0), club di Serie D, l'altra il 24 ottobre del medesimo anno contro il Botafogo (4-0). Il 27 settembre seguente, durante la doppia finale contro l'Atlético Paranaense, nella gara di ritorno firma il definitivo 2-0 al 94' che consente alla propria squadra di aggiudicarsi il titolo: Hernane vince anche la classifica marcatori con 8 centri.
Nel campionato Carioca 2013 firma 12 gol in 16 incontri, risultando essere il miglior marcatore della competizione: il Flamengo è eliminato alle semifinali dal Botafogo. Durante il campionato brasiliano successivo segna reti molto importanti per il club di Rio de Janeiro, realizzando tre doppiette e 16 gol in 31 turni: le due più importanti restano quelle siglate nel derby Fla-Flu vinto del Flamengo 2-3. Al termine del campionato, il Flamengo si salva per un solo punto dalla retrocessione ed Hernane raggiunge il secondo posto tra i migliori realizzatori del campionato. Inizia bene anche il Carioca 2014, andando subito a realizzare il suo primo poker di reti in carriera, il 2 febbraio, contro il Macaé (5-2), poi segna una sola altra rete in otto presenze: ad aprile il Flamengo si aggiudica il campionato. Nell'agosto 2014 tenta l'avventura nel campionato saudita, all'Al-Nassr: firma un solo gol in sette partite, il 30 novembre 2014, ai danni dell'Hajer (0-4). Nel 2015 torna in patria, al Mirassol, quindi nell'agosto seguente è ceduto in prestito allo Sport Recife: dopo soli due gol in tredici incontri di Série A (una doppietta, per altro vana, nel successo ottenuto dal Corinthians per 4-3), il 19 novembre 2015 il prestito si conclude.

## Palmarès

### Club

#### Competizioni nazionali
- Coppa del Brasile: 1

Flamengo: 2013

#### Competizioni statali
- Campionato Carioca: 1

Flamengo: 2014

### Individuale
- Capocannoniere della Coppa del Brasile: 1

2013 (8 gol)
- Capocannoniere del campionato Carioca: 1

2014 (12 gol)